# 威弗烈邦布宁
威弗烈邦布宁，马来西亚政治人物。曾任沙巴斗亚兰国会议员，以及沙巴州议会担波罗里州议员。曾经担任爱沙巴党主席、沙民统署理主席，曾加入公正党但后来退出。

## 政治生涯
2016年6月19日，当选为爱沙巴党第一任主席。2020年7月26日，转任爱沙巴党署理主席。2024年，回归沙民统。